# Alogoszok
Az alogoszok vagy másképp alogiak vagy alogojok (görög: ἄλογοι = Logosz-ellenesek, logosztalanok), a 2. század közepe táján Kis-Ázsiában támadt keresztény közösség, mely elvetette János evangéliumát és a Jelenések könyvét, a bennük foglalt ige-tan, a Logosz miatt. Azt hirdették, hogy ez nem az apostol műve, hanem ellenfele, az 1. századi gnosztikus Kerinthoszé .

## Hitelveik
Hívei Jézus Krisztusban egy természetes embert láttak, aki tökéletes erkölcsi fejlődése révén Isten Fiának nevezhető.
Meggyőződésüket illetően Epiphaniosz azt írja, hogy tagadták a lelki ajándékok folytonosságát az egyházban, szemben a montanisták véleményével.
A kereszténység fő áramlata eretnekeknek nyilvánította őket.